# Liracraea
Liracraea is een geslacht van weekdieren uit de klasse van de Gastropoda (slakken).

## Soorten
- Liracraea dictyota (Hutton, 1885) †
- Liracraea epentroma (Murdoch, 1905)
- Liracraea odhneri Powell, 1942
- Liracraea opimacosta Richardson, 1997 †
- Liracraea otakauica Powell, 1942
- Liracraea titirangiensis Marwick, 1928 †